# Hydrosmecta torrida
Hydrosmecta torrida är en skalbaggsart som beskrevs av Notman 1921. Hydrosmecta torrida ingår i släktet Hydrosmecta och familjen kortvingar. Inga underarter finns listade i Catalogue of Life.